# Tiejer Flue
Tiejer Flue är en bergstopp i Schweiz.   Den ligger i regionen Plessur och kantonen Graubünden, i den östra delen av landet, 170 km öster om huvudstaden Bern. Toppen på Tiejer Flue är 2 781 meter över havet, eller 349 meter över den omgivande terrängen. Bredden vid basen är 4,9 km.
Terrängen runt Tiejer Flue är bergig åt sydväst, men åt nordost är den kuperad. Närmaste större samhälle är Davos, 8,2 km öster om Tiejer Flue. 
Trakten runt Tiejer Flue består i huvudsak av gräsmarker. Runt Tiejer Flue är det ganska glesbefolkat, med 39 invånare per kvadratkilometer.